# Test di Bishop
Il Test di Bishop o punteggio di Bishop  è un sistema di punteggio pre-parto per aiutare a prevedere se è necessaria l'induzione al travaglio. È stato anche usato per valutare la probabilità di parto pretermine spontaneo. Il test di Bishop è stato sviluppato dal dottor Edward Bishop e pubblicato per la prima volta nell'agosto del 1964.

## Componenti
Il punteggio totale viene calcolato valutando i seguenti cinque elementi all'esame manuale vaginale da parte di un ginecologo qualificato:
- Dilatazione cervicale in centimetri
- Accorciamento cervicale in percentuale
- Consistenza cervicale
- Posizione cervicale
- Presentazione fetale, la posizione della testa del feto rispetto alle ossa pelviche

Il test di Bishop classifica i pazienti che avrebbero maggiori probabilità di ottenere un'induzione di successo. La durata del travaglio è inversamente correlata con il punteggio Bishop; un punteggio superiore a 8 descrive il paziente che ha maggiori probabilità di ottenere un parto vaginale di successo. I punteggi di Bishop inferiori a 6 di solito indicano la necessità di usare un metodo che accelerano la maturazione cervicale (farmacologico o fisico, come un catetere di Foley).

## Punteggio
L'esaminatore assegna un punteggio a ciascun componente da 0 a 2 o da 0 a 3. Il punteggio più alto possibile è 13 e il punteggio più basso possibile è 0. 
| Parametro                  | Punti      | Punti      | Punti     | Punti  | Descrizione |
| Parametro                  | 0          | 1          | 2         | 3      | Descrizione |
| -------------------------- | ---------- | ---------- | --------- | ------ | --- |
| Posizione cervicale        | Posteriore | Intermedia | Anteriore | -      | La posizione della cervice cambia con i cicli mestruali e tende anche a diventare più anteriore (più vicino all'apertura della vagina) man mano che il parto si avvicina. |
| Consistenza cervicale      | Dura       | Media      | Morbida   | -      | Nelle donne primigravide, la cervice è in genere più dura e resistente allo stiramento, proprio come un palloncino che non è stato precedentemente gonfiato (sembra il fondo di un mento). Con i successivi parti vaginali, la cervice diventa meno rigida e consente una dilatazione più facile a termine. |
| Assottigliamento cervicale | 0-30%      | 40-50%     | 60-70%    | 80 +%  | La cervice è normalmente lunga circa tre centimetri, mentre si prepara al travaglio e il travaglio continua la cervice si cancellerà fino a quando non sarà "completamente cancellata" (carta sottile). |
| Dilatazione cervicale      | Chiusa     | 1-2 cm     | 3-4 cm    | 5 + cm | La dilatazione è una misura di quanto è aperto l'OS cervicale. Di solito è l'indicatore più importante della progressione attraverso la prima fase del travaglio. |
| Presentazione fetale       | -3         | -2         | −1, 0     | +1, +2 | La presentazione fetale descrive la posizione della testa del feto in relazione alla distanza dalle spine ischiatiche, che sono circa 3-4 centimetri all'interno della vagina e di solito non si sentono. Gli operatori sanitari visualizzano dove si trovano le spine ischiatiche e le usano come punto di riferimento. I numeri negativi indicano che la testa è al di sopra delle spine ischiatiche e i numeri positivi mostrano che la testa è al di sotto del livello delle spine ischiatiche. |

## Interpretazione
Un punteggio di 5 o meno suggerisce che è improbabile che il travaglio inizi senza induzione. Un punteggio di 9 o più indica che molto probabilmente il travaglio inizierà spontaneamente.
I punteggi tra 5 e 9 richiedono ulteriore considerazione e giudizio professionale per la gestione clinica.
Un test di Bishop di 6 o meno indica spesso che è improbabile che l'induzione (ad es. con prostaglandina E2 / gel prostinico a rilascio controllato e gel intravaginale Alprostadil) abbia probabilità di successo. Alcune fonti indicano che solo un punteggio di 8 o superiore è in grado di prevedere in modo affidabile un'induzione riuscita.

## Punteggio Bishop modificato
La lunghezza cervicale può essere più facile e più accurata da misurare con meno variabilità inter-esaminatore. Alcuni modificatori del punteggio sono aggiunti o sottratti in base a circostanze speciali come segue:
- Viene aggiunto un punto al punteggio totale per: 
  - Pre-eclampsia
  - Ogni precedente parto vaginale
- Viene sottratto un punto dal punteggio totale per: 
  - Gravidanza post-termine
  - Nulliparità (nessun precedente parto vaginale)
  - Rottura prematura delle membrane